# Rob Verpoorte
Rob Verpoorte (Eindhoven, 17 mei 1946) is een Nederlandse wetenschapper die is gespecialiseerd in de fytochemie en de farmacognosie.
Hij studeerde farmacie aan de Rijksuniversiteit Leiden, waar hij in 1970 zijn doctoraal behaalde. In 1972 behaalde hij hier zijn apothekersexamen. In 1976 promoveerde hij aan dezelfde universiteit op het proefschrift Pharmacognostical studies of some African Strychnos species. Tussen 1976 en 1987 was hij universitair docent. In 1987 werd hij hoogleraar in de farmacognosie en de plantencel-biotechnologie aan de Rijksuniversiteit Leiden.
Verpoorte houdt zich aan de Universiteit Leiden bezig met onderzoek met betrekking tot fytochemie, geneeskrachtige planten, secundaire plantenstoffen, biosynthese en metabolieten. Hij richt zich op de kennis van het secundaire metabolisme van planten en de mogelijkheden om dit te modificeren. Hij doet dit met het doel om bijvoorbeeld de productie van farmaceutisch belangrijke stoffen te verhogen of om een plant meer resistent te maken. Voor dit doel werkte hij samen met de Technische Universiteit Delft in het multidisciplinaire project Plantencelbiotechnologie. In 2011 publiceerde hij met zijn groep een baanbrekend artikel met de hypothese dat overal in de natuur diep eutectische oplosmiddelen voorkomen als een derde vloeistof fase in alle organismen en cellen, naast de lipide- en de waterfase.
Verpoorte deed onder meer onderzoek naar de toepassing van cannabis als medicijn. Zijn onderzoeksgroep bestudeerde de analyse en toedieningsvormen van cannabispreparaten en de biosynthese van cannabinoïden. Het doel is onder meer om het gehalte en/of spectrum aan cannabinoïden te veranderen om een mogelijk betere medicinale cannabis te creëren en een plant zonder cannabinoïden te maken. Verder is hij geïnteresseerd in mogelijkheden om de verschillende cannabinoïden in zuivere vorm op grote schaal te produceren.
Verpoorte heeft in een vergelijkend onderzoek mede aangetoond dat medicinale cannabis uit de apotheek (geleverd door het Bureau voor Medicinale Cannabis) van betere kwaliteit is dan cannabis uit coffeeshops. Alle onderzochte cannabis uit coffeeshops bleek besmet met schimmels en bacteriën, wat een potentieel gezondheidsrisico vormt voor mensen met een verminderde afweer of mensen die ontstekingsremmers gebruiken.
Verpoorte is (mede)auteur van meer dan 800 artikelen in wetenschappelijke tijdschriften. Hij heeft onder meer gepubliceerd in de tijdschriften Phytochemistry en Phytochemistry Reviews. Hij is sinds 2006	Executive editor van Biotechnology Letters, sinds 2001 hoofdredacteur van Phytochemistry Reviews, en van Journal of Ethnopharmacology was hij de hoofdredacteur (2003-2016). Hij is Hij was voorzitter van de raad van toezicht van de Nederlandse associatie voor legale Cannabis en haar Stoffen als Medicatie (NCSM).
In 1971 kreeg Verpoorte een prijs van de Koninklijke Nederlandse Maatschappij ter bevordering der Pharmacie (KNMP) voor de beste farmaciestudent. In 2004 kreeg hij een eredoctoraat van de Université de Picardie Jules Verne in Amiens, in 2012 kreeg hij een eredoctoraat van de universiteit van Uppsala, vanwege zijn grote internationale reputatie op het gebied van de farmaceutische wetenschappen in het algemeen en de farmacognosie en plantencelbiotechnologie in het bijzonder. In 2015 werd hem de Gusi Peace Prize in Manila, de Philippijnen toegekend. In 2007 ontving hij de PSE Medal van de Phytochemical Society of Europe. In 2017 ontving hij de Egon Stahl Medal in Gold van de International Society of Medicinal Plant and Natural Products Research. In 2017 ontving hij de Qihuang International Prize of the China Association of Chinese Medicine (China). Hij behoort sinds 2018 tot de 1% Highly Cited Researchers (Cross-Field)(Web of Science, Clarivate Analytics).